# Giorgio Inglese
Giorgio Inglese (Roma, 6 settembre 1956) è un filologo e storico della letteratura italiano.

## Biografia
Allievo di Alberto Asor Rosa e Gennaro Sasso, borsista e poi docente all'Istituto italiano per gli studi storici, insegna dal 1984 letteratura italiana all'Università "La Sapienza" di Roma; dal 2001 come professore ordinario. È membro del comitato direttivo dell'Istituto storico italiano per il Medio Evo e della rivista "La Cultura". Già redattore di Laboratorio politico, è anche stato capo-redattore dei Dizionari della Letteratura Italiana Einaudi; è inoltre autore di manuali, monografie e numerosi saggi, pubblicati in miscellanee e nelle principali riviste italiane del settore.

## Opere

### Studi e manuali
- Come si legge un'edizione critica. Elementi di filologia italiana, Roma, Carocci, 1999-2016.
- L' intelletto e l'amore: studi sulla letteratura italiana del Due e Trecento, Firenze, La Nuova Italia, 2000.
- Dante: guida alla Divina Commedia, Roma, Carocci, 2002; II ed. riveduta, Carocci, 2012.
- La letteratura italiana del Medioevo, con Stefano Carrai, Collana Studi superiori, Roma, Carocci, 2003, ISBN 978-88-430-2534-3; nuova ed., Carocci, 2009.
- Per Machiavelli. L'arte dello stato, la cognizione delle storie, Collana Frecce, Roma, Carocci, 2006, ISBN 978-88-430-3738-4.
- Metrica e retorica nel Medioevo, Collana Quality paperbacks, Roma, Carocci, 2011, ISBN 978-88-430-5790-0.
- Leggere gli apparati (Testi e testimoni dei classici italiani), con Vittorio Formentin e Niccolò Scaffai, Milano, Unicopli, 2013, ISBN 978-88-400-1597-2.
- Vita di Dante. Una biografia possibile, Roma, Carocci, 2015, ISBN 978-88-430-9251-2.
- Scritti su Dante, Collana Frecce, Roma, Carocci, 2021, ISBN 978-88-290-0499-7.

### Curatele: edizioni critiche e commenti
- Niccolò Machiavelli, La mandragola, Milano, BUR-Rizzoli, 1980.
- Niccolò Machiavelli, Capitoli, Roma, Bulzoni, 1981.
- Niccolò Machiavelli, Discorsi sopra la prima deca di Tito Livio, Milano, BUR, 1984.
- Niccolò Machiavelli, Lettere a Francesco Vettori e a Francesco Guicciardini (1513-1527), Milano, Rizzoli, 1989.
- Niccolò Machiavelli, La vita di Castruccio Castracani e altri scritti, Milano, BUR-Rizzoli, 1991.
- Niccolò Machiavelli, Il Principe, Roma, Istituto Storico Italiano per il Medioevo, 1994; Torino, Einaudi, 1995; nuova ed., Einaudi, 2006.
- Niccolò Machiavelli, Clizia. Andria. Dialogo intorno alla nostra lingua, Milano, BUR-Rizzoli, 1997.

- Dante Alighieri, Convivio, Milano, BUR, 1993.
- Dante Alighieri, De vulgari eloquentia, Collana Classici, Milano, BUR-Rizzoli, 1998, ISBN 978-88-171-7228-8.
- Dante Alighieri, Commedia. Inferno, Roma, Carocci, 2007; 2ª ed., Carocci, 2016.
- Dante Alighieri, Commedia. Purgatorio, Roma, Carocci, 2011; 2ª ed., Carocci, 2016.
- Dante Alighieri, Commedia. Paradiso, Roma, Carocci, 2016.
- Brunetto Latini. Il Tesoretto. Roma, Carocci, 2024.